# Acarinat
Acarinatele (din gr. „a" - "fără" și lat. "carina" - "carenă") este un termen biologic care se referă la animale cărora le lipsește carena de pe linia mediană a sternului. Pentru multe din aceste animale termenul de „acarinata" apare în numele latin al animalului. Deși majoritatea animalelor care au această caracteristică sunt nevertebrate, termenul se referă și la păsări care au pierdut complet posibilitatea de zbor (ex. struțul, cazuarul, pasărea emu, pasărea kiwi). Termenul de acarinat se referă la o caracteristică a animalelor și nu la o specie de animale.
Acest articol conține text din Dicționarul enciclopedic român (1962-1966), aflat acum în domeniul public.